# Kapuas
Il Kapuas (in indonesiano Sungai Kapuas) è un fiume dell'Indonesia che scorre nella provincia di Kalimantan Occidentale (regione situata nella parte sud-occidentale del Borneo). Con una lunghezza di circa 1.143 km è il fiume più lungo dell'Indonesia, oltre naturalmente ad essere il corso d'acqua principale della parte occidentale del Borneo. Il Kapuas è anche noto per essere il più lungo fiume insulare del mondo.

## Percorso
Il fiume sorge dai monti di Kapuas Hulu, nei pressi del confine con il Sarawak, che fa parte della Malaysia, e scorre verso ovest. Sfocia nel mar Cinese Meridionale, 20 km a sud della città di Pontianak. Drena la vasta area del lago Sentarum - una riserva protetta di acquitrini e di laghi d'acqua dolce - e periodicamente allaga la foresta.

## Trasporti
Navigabile per la maggior parte della sua lunghezza, il Kapuas è un'importante via di navigazione del Kalimantan Occidentale. Viene utilizzato per trasportare il legname proveniente dall'interno dell'isola e per accedere agli insediamenti situati lungo il suo corso. È attraversato da un solo ponte, presso Sanggau, a circa quattrocento chilometri dalla foce.

## Fauna
Lungo il corso del fiume, nel territorio del parco nazionale di Betung Kerihun, è stato scoperto il serpente di fango del Kapuas.